# Luciano Tesi
Luciano Tesi (Monsummano Terme, 10 de Dezembro de 1931), é um astrónomo italiano e o descobridor de 9 asteroides sozinho e co-descobridor de 19l82 (até 2021).
O asteroide 15817 Lucianotesi foi assim nomeado em sua homenagem.